# Jorge Rocchi
Jorge Daniel Rocchi Villafañe (Villa María, Córdoba, Argentina; 1952), también conocido como Jorge Rocchi es un arquitecto planificador urbano argentino. Entre sus obras se destacan Specktra, Hotel Terrazas en Pergamino y Cascanueces en Los Toldos.

## Biografía
Nació en la ciudad de Villa María (Córdoba). Hijo de Lorenzo Rocchi y Berta Villafañe, a los 2 años de edad su familia se mudó a Pergamino (Buenos Aires) donde realizó sus estudios primarios y secundarios en la escuela pública.

## Formación
Comenzó a estudiar Arquitectura en la Facultad de Arquitectura, Urbanismo y Diseño de la Universidad Nacional de Córdoba en 1971. Durante la pueblada masiva “El viborazo” terminado el primer año de la carrera se traslada a Buenos Aires, donde continuó su carrera en la Facultad de Arquitectura, Diseño y Urbanismo de la Universidad de Buenos Aires durante la dictadura cívico-militar. En el mismo año ingresa a trabajar en el Banco de la Nación Argentina Casa Central. en el área de Arquitectura.
En 1978 se gradúa, luego de haber realizado algunas obras en la ciudad de Buenos Aires se muda a la ciudad donde se crio. Abrió su oficina de arquitectura y urbanismo Estudio Jorge Daniel Rocchi, luego llevaría el nombre solo Rocchi. Realiza obras residenciales y complejos habitacionales en el norte de la provincia de Buenos Aires, Capital Federal y en el resto del país.
Se especializó principalmente en el diseño de complejos urbanísticos de viviendas abiertos, barrios abiertos, mega discotecas y ocio nocturno. En 1983 realizó Specktra Megadisco en Pergamino, una discoteca con trascendencia internacional al ser nominada tercera discoteca más grande de Sudamérica. También realizó un anteproyecto para discoteca Roket en Bariloche. Otra obra emblemática es Cascanueces Discotheque en la ciudad de Los Toldos en 1993. En ese mismo año proyectó y diseñó el Barrio Abierto de viviendas Marcelino Champagnat (FONAVI), Conjuntos habitacionales para la ciudad de General Viamonte y las viviendas VIE (Viviendas Individuales Especiales).
Continuó sus trabajos en Los Toldos, ejerció la docencia como profesor titular de Construcciones del Curso de Maestro Mayor de Obras en la Escuela De Educación Técnica (E.E.T.) N.º 1. 
Con invitación al Congreso XVI de la UIA (International Union Of Architects) realizado en la ciudad de Brighton (Inglaterra) en 1987, donde concurrieron arquitectos argentinos como Miguel Ángel Roca y Jorge Hardoy, participó en intercambios sobre urbanismo con Reima Pietilä (Medalla de Oro de la UIA) y su presidente de ese año el arquitecto búlgaro Georgi Stoilov. La cobertura del congreso estuvo transmitía por Canal 2 de La Plata, como periodista fue corresponsal del Programa Construcciones donde entrevistó a Norman Foster, Richard Rogers creador del Centro Pompidou, arquitectos de Archigram y uno de los fundadores de la escuela del movimiento metabolista Kiyonori Kikutake. Luego amplió su hoja de ruta desde Inglaterra, España, Italia hacia América del Norte donde cursó especialidades en estrategias de diseño urbano para ciudades intermedias en la Escuela de Arquitectura de la Washington University en Saint Louis.
Su recorrido por las ciudades Chicago, San Francisco, Los Ángeles, Nueva York, Saint Louis, Toronto y Montreal, le permitió seguir capacitándose.
Specktra realizó una segunda ampliación en 1989, durante los años venideros la crítica internacional sobre arte y arquitectura moderna catalogó el edificio como megadiscotecas, lugar que representaba competir con las algunas discotecas como Hey! en Madrid, España y Venus Park en Austria.
A fines de 1992 con Héctor Elías, el dueño y mentor del club nocturno Specktra, que ya se había convertido en una marca corporativa; viajaron a recibir el primer premio a la Mejor Discoteca en Innovación Tecnológica en La Fiera Internazionale del cinema e spettacolo di Rimini en Rímini, Italia. Conjuntamente la empresa LOBO Lasershow and MultimediaTechnology  (LOBO® Laser- und Multimedia systeme) les entregó una distinción por ser la primera discoteca, pionera en el rubro, en aplicar la tecnología láser en la Argentina. Luego realizó estudios especializados en la cuadrícula del territorio de las ciudades hispanoamericanas en la Universidad de Salamanca y curso seminarios de análisis sobre Historia del Arte Italiana de la Universidad de Ferrara durante su tiempo en Cascina. En el Congreso CONSTRUMAT-93 Barcelona Building Construmat, que se realizó en Barcelona del 29 de marzo al 3 de abril de 1993,  asistió a charlas técnicas de Santiago Calatrava sobre tecnología constructivas.

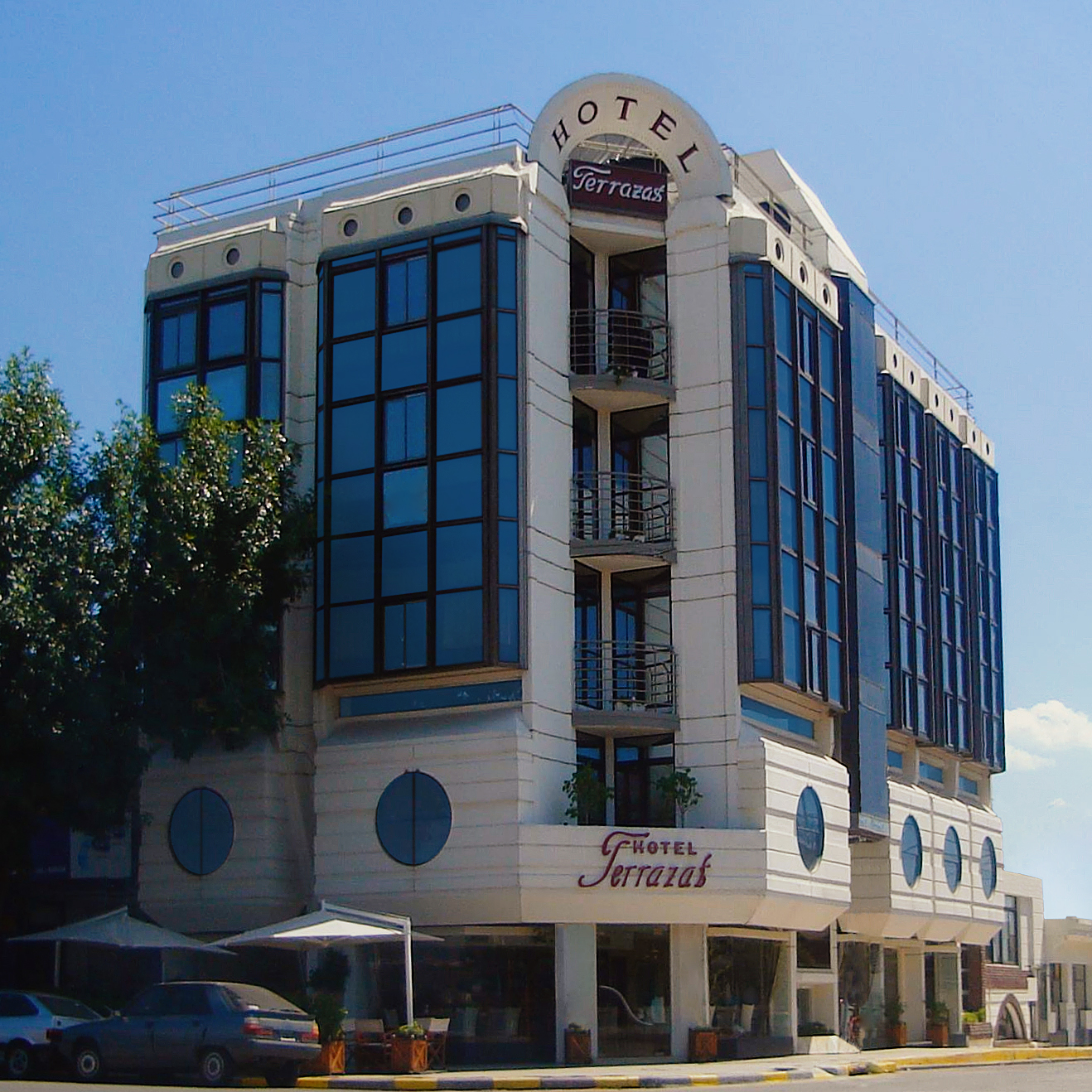
Hotel Terrazas en la ciudad de Pergamino. 1997

Posteriormente, siguió construyendo viviendas, edificios e involucrado en el desarrollo urbano de la región norte de la provincia de Buenos Aires. Principalmente en su ciudad, Pergamino, realizó intervenciones urbanas conjuntamente con los vecinos para mejorar el equilibrio habitacional y funcional. En la inundación de 1995 en formó parte en la Comisión de Barrios Inundados de Pergamino y en 1997 presentaron ante el OCCOVI (Órgano de Control de Concesiones Viales) proyectos de mejoras viales estando en la comisión de vecinos de los cruces de caminos y rutas de accesos a la ciudad.

## Barrio abierto de viviendas Marcelino Champagnat (FONAVI)
Durante 1993, proyecto el Barrio abierto Marcelino Champagnat con 240 viviendas. Reformuló la tipología de viviendas proyectada para la ejecución dentro del programa Barrio FONAVI (Fondo Nacional de la Vivienda). Originariamente el plan se caracterizó por edificios de monoblock o unidades habitacionales modulares idénticas en repetición. Utilizando los mismos metros cuadrados de una unidad en serie, la reemplazo por una variedad de 29 tipologías diferentes de casas.
Las viviendas unifamiliares fueron construidas a través de la Unión de Cooperativas de Viviendas, obreros de la construcción, subcontratistas, equipo de profesionales asociados y otras cooperativas asociadas. La primera adjudicación de unidades se registró en 1997 con las primeras 20 casas construidas.
El proyecto del Barrio Marcelino Champagnat revoluciono el complejo habitacional público nacional dándole una identidad única en el diseño de cada vivienda popular implantada, lo cual lo hace único en el país.

## Honores y distinciones
- 1979, Primer premio Proyecto y Ejecución. Monumento Inmigrante Fallecido. Buenos Aires.
- 1981, Primer premio de la Plaza San Martín, hoy predio llamado Pibelandia.Colón, Buenos Aires.
- 1986, Primer premio Plaza Lions International. Termas del Río Hondo, Santiago del Estero. Lions Club.[12]
- 1990, Distinción Nueva Plaza de Ejercicios “Miguel Dávila".Pergamino. Buenos Aires.[13]
- 1991, Primer premio en Stand de Sociedad Rural para Banco de Los Arroyos. Buenos Aires.
- 1993, Distinción de Mejor Discoteca en Innovación Tecnológica. "Best Discotheque Nightclub Technological Innovation" en Rímini (Italia) "Specktra Mega Disco". La Fiera Internazionale del cinema e spettacolo di Rimini.
- 1994, Mención a "Specktra megadisco" en Alemania, la primera discoteca de la Argentina en colocar la tecnología láser. (LOBO® Laser- und Multimediasysteme) Besondere Erwähnung in der Lasertechnik in Diskothek.[9]
- 1995, Distinción "Mejor Arquitecto del Interior del País" por Fundación Butlow-Bustos y el Grupo de Críticos de Arte en reconocimiento por sus 20 años de labor profesional. Fundación Butlow-Bustos. Buenos Aires.[14]
- 2000, Premio ExpoChacra Mejor Stand de la Mega Muestra Nacional. Massey Fergusson. Buenos Aires.[15]
- 2001, Primer premio de Proyectos para Buzios Puerto de Amarres y complejo de desembarco de Cruceros. Buzios, Brasil.
- 2005, Jurado en el Colegio de Arquitectos para el Cine San Martín (Sala de Concierto ciudad de Pergamino). Pergamino, Buenos Aires.

## Obras
- Steimberg Concesionario Automotores. Núñez, Ciudad Autónoma de Buenos Aires. 1979
- Plaza de General San Martín. Colón, Buenos Aires. 1980
- Edificio ACIP. General Viamonte, Buenos Aires. 1980
- Heladerías Venecia. Pergamino, Buenos Aires. 1982
- Asociación Mutual del Club Empalme Central. Villa Constitución, Santa Fé. 1983
- SPECKTRA Megadisco y Complejo. Pergamino, Buenos Aires. 1983 - 1989
- Canal 4 de Los Toldos. Los Toldos, Buenos Aires. 1984
- Subestaciones de Micros de Media y Larga Distancia. Pergamino, Buenos Aires. 1984
- Plan 4 Viviendas por Manzana. Los Toldos, Buenos Aires. 1985
- Colegio de Siervas de San José. Jardín de Infantes, Comedor y Colegio Primario. Los Toldos, Buenos Aires. 1985
- Escuela De Educación Técnica (E.E.T.) N.º 1   Los Toldos, Buenos Aires. 1986
- Heladerías La Fé. Pergamino, Buenos Aires. 1987
- Plaza Pública de Niños. Termas de Río de Hondo, Santiago del Estero. 1987
- Club Viajantes, Pileta Olímpica Climatizada. Pergamino, Buenos Aires. 1988
- Hotel Terrazas. Pergamino, Buenos Aires. 1989 - 1991
- Plaza de Ejercicios y para Niños Miguel Dávila. Pergamino, Buenos Aires. 1990
- Centro de Unidad de Salud para Barrio Atepam (CAPS). Pergamino, Buenos Aires. 1991
- Oficina Deckal, Semillas Acopio, Aceites. Pergamino, Buenos Aires. 1991
- Clínica Zonal del Dr. Defenderte.  Los Toldos, Buenos Aires. 1992
- Cascanueces Megadisco y Complejo Social Deportivo "Club Juventud Alsina". Los Toldos, Buenos Aires. 1993
- Master Plan Urbanístico - 240 Viviendas Unifamiliares, Barrio Champagnat. 1º Etapa. Pergamino, Buenos Aires. 1993
- Remodelación Parcial del Hospital Zonal de Pergamino. Director Dr. Estephanian. Pergamino, Buenos Aires. 1993
- Auto Helados La Fé. Pergamino, Buenos Aires. 1994
- Liberty Disco. Ruta N8, Av. 12 de Octubre al 1696. Venado Tuerto, Santa Fé. 1994
- Viviendas Unifamiliares de Cámara de Comercio de Salto. Salto, Buenos Aires. 1995
- Viviendas Unifamiliares de Cámara de Comercio de Pergamino. Pergamino, Buenos Aires. 1996
- Cruce de Vías Ferroviarias a nivel con Recuperación del Puente Hierro Histórico. Estación Bartolomé Mitre. Pergamino, Buenos Aires. 1996
- Remodelación Rotonda Segundo Cruce de Caminos. Pergamino, Buenos Aires. 1997
- HRM Local Comercial. Belgrano, Ciudad Autónoma de Buenos Aires. 1998
- Apart Hotel de Arenales. Ciudad Autónoma de Buenos Aires. 1998
- PUEBLA Complejo - Ampliación SPECKTRA Mega Disco Pergamino, Buenos Aires. 1998
- Proyecto Remodelación de la Estación de Micros de Larga Distancia. Pergamino, Buenos Aires. 1998
- Zsá-Zsá Complejo Resto Café - Centro Mini Comercial en Altura. Pergamino, Buenos Aires. 1999
- Paseo Estación Belgrano El Andén. Recuperación sector de terrenos ferroviarios. Pergamino, Buenos Aires. 2000
- Escenario Festival del Folklore Club Carabelas. Carabelas, Buenos Aires. 2002
- Proyecto de Viviendas Madryn. Puerto Madryn, Chubut. 2002
- Master Plan Urbanístico - 540 Viviendas Unifamiliares, Barrio Champagnat. 2º Etapa. Pergamino, Buenos Aires. 2004
- Deportivo NRB Local Comercial 1. Pergamino, Buenos Aires. 2003.
- Deportivo NRB Local Comercial 2. Pergamino, Buenos Aires. 2005.